# ثلاثة عشر سماء

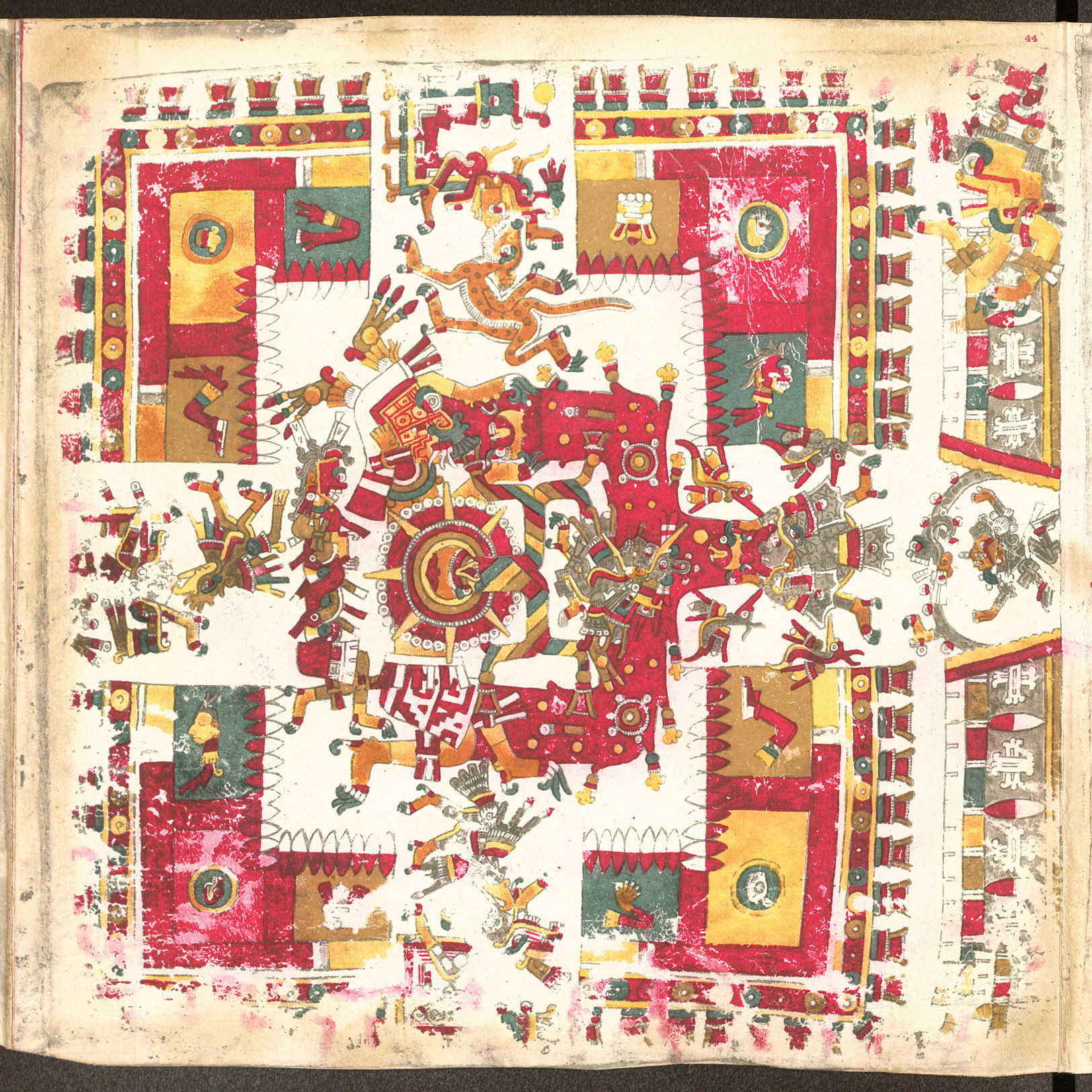
الصفحة 44 من كودكس بورغيا

ثلاثة عشر سماء أو جنة (بالإنجليزية: Thirteen Heavens)‏ يعتقد شعب الناهوا مثل الأزتيك والتشيميك والتولتيك أن السماوات قد شُيدت وفُصلت إلى 13 مستوى، يُطلق عليها عادةً توبان أو ببساطة كل مستوى يُدعى إلهويكا يوهوي، إلهويكا يوهلاتوكيليز. كان لكل مستوى عدة سادات يعيشون فيه ويحكمونه.

## الأساطير الأزتيكية
في أساطير الأزتك، تشكلت السماء الثلاثة عشر من رأس سيباكتلي عندما صنعت الآلهة الخلق من جسدها، بينما صُنعت الأرض من مركزها والمستويات التسعة للعالم السفلي (ميكتلان) من ذيلها.
وعلى عكس الثلاثة عشر جنة، هناك أيضًا تسع مستويات للجحيم مرتبطة بأساطير الأزتك القديمة. قيل إن كل مستوى من أماكن الجحيم التسعة كان أسوأ من المستوى الذي سبقه، حتى يصلن إلى المستوى النهائي حيث يوجد تيزكاتليبوكا، إله الموت، الذي كان يزيل بعد ذلك قناع اليشم ويكشف عن نفسه كإله السلام، كويتزالكواتل.